# Minister voor Gelijkheid (Verenigd Koninkrijk)

## Ministers voor Gelijkheid van het Verenigd Koninkrijk (1997–heden)
| Minister voor Gelijkheid                   | Minister voor Gelijkheid | Minister voor Gelijkheid                        | Ambtstermijn     | Ambtstermijn     | Partij                             | Premier                   | Kabinet                                     | Overige functie(s)                                                                          |
| ------------------------------------------ | ------------------------ | ----------------------------------------------- | ---------------- | ---------------- | ---------------------------------- | ------------------------- | ------------------------------------------- | ------------------------------------------------------------------------------------------- |
|                                            | Harriet Harman           | Harriet Harman (1950)                           | 2 mei 1997       | 27 juli 1998     | Labour Party                       | Tony Blair (1997–2007)    | Blair I                                     | Minister van Sociale Zaken                                                                  |
|                                            | Margaret Jay             | Baroness Jay van Paddington Margaret Jay (1939) | 27 juli 1998     | 8 juni 2001      | Labour Party                       | Tony Blair (1997–2007)    | Blair I                                     | Leader of the House of Lords                                                                |
| Lord Privy Seal                            | Margaret Jay             | Baroness Jay van Paddington Margaret Jay (1939) | 27 juli 1998     | 8 juni 2001      | Labour Party                       | Tony Blair (1997–2007)    | Blair I                                     |                                                                                             |
|                                            | Patricia Hewitt          | Patricia Hewitt (1948)                          | 8 juni 2001      | 5 mei 2005       | Labour Party                       | Tony Blair (1997–2007)    | Blair II                                    | Minister van Economische Zaken President of the Board of Trade                              |
|                                            | Tessa Jowell             | Tessa Jowell (1947–2018)                        | 5 mei 2005       | 6 mei 2006       | Labour Party                       | Tony Blair (1997–2007)    | Blair III                                   | Minister van Cultuur, Media en Sport                                                        |
| Minister voor Olympische Zaken             | Tessa Jowell             | Tessa Jowell (1947–2018)                        | 5 mei 2005       | 6 mei 2006       | Labour Party                       | Tony Blair (1997–2007)    | Blair III                                   |                                                                                             |
|                                            | Ruth Kelly               | Ruth Kelly (1968)                               | 6 mei 2006       | 27 juni 2007     | Labour Party                       | Tony Blair (1997–2007)    | Blair III                                   | Minister van Wijken en Lokale Zaken                                                         |
|                                            | Harriet Harman           | Harriet Harman (1950)                           | 28 juni 2007     | 11 mei 2010      | Labour Party                       | Gordon Brown (2007–2010)  | Brown                                       | Leader of the House of Commons                                                              |
| Lord Privy Seal                            | Harriet Harman           | Harriet Harman (1950)                           | 28 juni 2007     | 11 mei 2010      | Labour Party                       | Gordon Brown (2007–2010)  | Brown                                       |                                                                                             |
|                                            | Theresa May              | Theresa May (1956)                              | 11 mei 2010      | 4 september 2012 | Conservative Party                 | David Cameron (2010–2016) | Cameron I                                   | Minister van Binnenlandse Zaken                                                             |
|                                            | Maria Miller             | Maria Miller (1964)                             | 4 september 2012 | 9 april 2014     | Conservative Party                 | David Cameron (2010–2016) | Cameron I                                   | Minister van Cultuur, Media en Sport                                                        |
|                                            | Nicky Morgan             | Nicky Morgan (1972)                             | 9 april 2014     | 13 juli 2016     | Conservative Party                 | David Cameron (2010–2016) | Cameron I                                   | Staatssecretaris voor Financiën (2014)                                                      |
| Conservative Party                         | Nicky Morgan             | Nicky Morgan (1972)                             | 9 april 2014     | 13 juli 2016     | Minister van Onderwijs (2014–2016) | David Cameron (2010–2016) | Cameron I                                   |                                                                                             |
| Conservative Party                         | Nicky Morgan             | Nicky Morgan (1972)                             | 9 april 2014     | 13 juli 2016     | Minister van Onderwijs (2014–2016) | David Cameron (2010–2016) | Cameron II                                  |                                                                                             |
|                                            | Justine Greening         | Justine Greening (1969)                         | 13 juli 2016     | 8 januari 2018   | Conservative Party                 | Theresa May (2016–2019)   | May I                                       | Minister van Onderwijs                                                                      |
| May II                                     | Justine Greening         | Justine Greening (1969)                         | 13 juli 2016     | 8 januari 2018   | Conservative Party                 | Theresa May (2016–2019)   |                                             | Minister van Onderwijs                                                                      |
|                                            | Amber Rudd               | Amber Rudd (1963)                               | 8 januari 2018   | 30 april 2018    | Conservative Party                 | Theresa May (2016–2019)   | Minister van Binnenlandse Zaken             |                                                                                             |
|                                            | Penny Mordaunt           | Penny Mordaunt (1973)                           | 30 april 2018    | 24 juli 2019     | Conservative Party                 | Theresa May (2016–2019)   | Minister voor Ontwikkelingshulp (2018–2019) |                                                                                             |
| Minister van Defensie (2019)               | Penny Mordaunt           | Penny Mordaunt (1973)                           | 30 april 2018    | 24 juli 2019     | Conservative Party                 | Theresa May (2016–2019)   |                                             |                                                                                             |
|                                            | Amber Rudd               | Amber Rudd (1963)                               | 24 juli 2019     | 8 september 2019 | Conservative Party                 | Boris Johnson (2019–2022) | Johnson I                                   | Minister van Arbeid en Pensioenen                                                           |
|                                            | Liz Truss                | Liz Truss (1975)                                | 8 september 2019 | 6 september 2022 | Conservative Party                 | Boris Johnson (2019–2022) | Johnson I                                   | Minister voor Internationale Handel (2019–2021) President of the Board of Trade (2019–2021) |
| Conservative Party                         | Liz Truss                | Liz Truss (1975)                                | 8 september 2019 | 6 september 2022 | Johnson II                         | Boris Johnson (2019–2022) |                                             | Minister voor Internationale Handel (2019–2021) President of the Board of Trade (2019–2021) |
| Conservative Party                         | Liz Truss                | Liz Truss (1975)                                | 8 september 2019 | 6 september 2022 | Johnson II                         | Boris Johnson (2019–2022) | Minister van Buitenlandse Zaken (2021–2022) |                                                                                             |
|                                            | Nadhim Zahawi            | Nadhim Zahawi (1967)                            | 6 september 2022 | heden            | Conservative Party                 | Liz Truss (2022–heden)    | Truss                                       | Kanselier van het Hertogdom Lancaster                                                       |
| Minister voor Intergouver- nementele Zaken | Nadhim Zahawi            | Nadhim Zahawi (1967)                            | 6 september 2022 | heden            | Conservative Party                 | Liz Truss (2022–heden)    | Truss                                       |                                                                                             |